# Vương tử Đái
Cơ Đái (chữ Hán: 姬带; trị vì: 636 TCN-635 TCN), hay vương tử Đái (王子带), Thúc Đái (叔带), là vị vương thất cướp ngôi nhà Chu trong lịch sử Trung Quốc và không được xem là vua chính thống của nhà Chu.
Ông là con trai của thứ của Chu Huệ Vương – vua thứ 17 nhà Chu và em của Chu Tương vương - vua thứ 18 nhà Chu.

## Tranh ngôi lần đầu
Cơ Đái có người anh là Cơ Trịnh được vua cha lập làm thái tử. Ông là con Huệ hậu - người vợ thứ của Chu Huệ vương, được lập sau khi mẹ Cơ Trịnh qua đời. Ông được vua cha yêu quý.
Năm 652 TCN, Chu Huệ vương mất, anh ông là Cơ Trịnh lên nố ngôi, tức là Chu Tương vương.
Năm 650 TCN, Cơ Đái ngầm liên minh với các ngoại tộc người Nhung, Địch định đánh Tương vương để tranh ngôi. Chu Tương vương biết chuyện bèn mang quân đánh đuổi Cơ Đái. Thúc Đái chạy sang nước Tề.
Tề Hoàn công đang làm bá chủ chư hầu, bèn sai Quản Trọng đi giảng hòa giữa nhà Chu và tộc người Địch, sai Thấp Bằng đi giảng hòa giữa tộc người Nhung với nước Tấn.
Năm 643 TCN, Tề Hoàn công qua đời, Thúc Đái xin quay trở lại nhà Chu. Chu Tương vương ưng thuận tha tội cho ông.

## Tranh ngôi lần hai
Năm 636 TCN, Chu Tương vương không bằng lòng với Địch vương hậu bèn phế truất. Nước Địch bất bình bèn mang quân đánh Chu. Chu Tương vương phải bỏ chạy sang nước Trịnh, Trịnh Văn công có hiềm khích với Tương vương lúc trước nên an trí vua Chu tại Phạm Thành, không cử binh giúp.
Vương tử Đái được người Địch lập làm vua Chu mới. Ông lập Địch vương hậu bị Tương vương phế truất làm vương hậu và cùng nhau về sống ở ấp Ôn.
Năm 635 TCN, Chu Tương vương cầu cứu nước Tấn. Tấn Văn công (khi đó mới lên ngôi và chưa làm bá chủ chư hầu) mang quân đón Tương vương về đánh đất Chu, giết vương tử Đái. Năm đó Thúc Đái 38 tuổi.
Cơ Đái tranh ngôi làm vua 2 lần, chỉ có một lần chiếm được ngôi vua và cả hai lần đều thất bại nhanh chóng, không được xem là vị vua chính thống của nhà Chu.